# Joseph Léopold Sigisbert Hugo
 (avril 2016).
Pour les articles homonymes, voir Famille Hugo et Hugo.
Joseph Léopold Sigisbert Hugo, né le 15 novembre 1773 à Nancy et mort le 29 janvier 1828 dans l’ancien 10e arrondissement de Paris, est un officier français de la Révolution et de l’Empire, général, nommé comte par Joseph Bonaparte, également connu pour être le père de l'écrivain Victor Hugo.

## Jeunesse
Fils d'un ancien adjudant de l'armée royale, Joseph Léopold Hugo avait quatre frères combattant dans les armées de la République. Il s'engage à quatorze ans comme simple soldat, et est nommé officier en 1790. Il parcourt de la manière la plus brillante la série des guerres de la Révolution française et se signale surtout sur le Rhin, en Vendée lors des massacres de Nantes, et sur le Danube. Il s'engage dès 1791 dans l'armée du Rhin. Blessé devant Mayence, il est affecté  dans l'Ouest de la France comme chef de bataillon pour lutter contre les insurgés de Vendée et de Bretagne. En avril 1794, il est témoin du massacre du château d'Aux. En 1796, il rencontre à Châteaubriant Sophie Trébuchet, et l'épouse le 15 novembre 1797 à Paris. De ce couple vont naître Abel Hugo le 15 novembre 1798 à Paris, Eugène Hugo le 16 septembre 1800 à Nancy et Victor Hugo le 26 février 1802 à Besançon. Le 10 octobre 1796, il escorte et mène Claude Javogues à son exécution.
Parmi ses faits d'armes : à Vihiers (Maine-et-Loire), avec 50 hommes seulement, il arrête 3 à 4 000 Vendéens. À la bataille de Caldiero, il voit l'armée repoussée sur le point de repasser l'Adige. Simple chef de bataillon, il enlève à la baïonnette le village de Caldiero, s'y maintient pendant quatre heures malgré les efforts de l'ennemi, et laisse aux Français le temps de reprendre l'offensive et de vaincre. Il est en garnison un moment à Paris fin 1796. Dans les années 1800 à 1802, il est en garnison à Besançon au 20e régiment d'infanterie de ligne. C'est là le 26 février 1802 que naît Victor Hugo. À l'occasion de la signature du traité de Lunéville, Joseph Léopold fait la connaissance de Joseph Bonaparte, qu'il aurait aussi pu connaître à la loge du Grand Orient de Marseille.

## Colonel puis général de l'Empire
Il est ensuite muté à Marseille puis à Bastia. Il passe ensuite au service de Joseph Bonaparte, alors roi de Naples. Le pays était infesté de bandes de résistants qui tous obéissaient au terrible Fra Diavolo, à la fois chef de voleurs et chef d'insurgés de la région du Lazio, qui répandait la terreur dans les campagnes et jusque dans les villes. Hugo désagrège les bandes les unes après les autres, s'empare de Fra Diavolo et le fait juger, condamner et exécuter en deux heures, le 10 novembre 1806. En récompense, le roi Joseph le nomme colonel le 28 février 1808, maréchal du palais et chef militaire de la province d'Avellino.

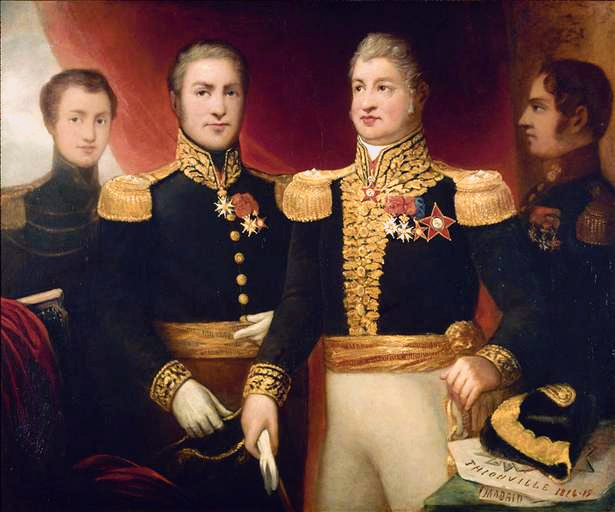
Le Général Léopold Hugo avec deux de ses frères et son fils Abel (Julie Hugo (Paris, 1797 ; Paris, 1869), entre 1820 et 1860, Maison de Victor Hugo).

Hugo suit bientôt Joseph en Espagne et y rend encore des services signalés, où il est nommé colonel du régiment Royal-Étranger, régiment espagnol composé d'étrangers. Nommé général et gouverneur des provinces centrales, d'Ávila, de Ségovie, de Soria, puis de Guadalajara, etc., il guerroie trois ans contre le célèbre Empecinado, le bat en trente-deux rencontres et parvient ainsi à délivrer tout le cours du Tage des « guérillas » qui l'infestaient, et à rétablir les communications entre les divers corps de l'armée française. On a estimé à la valeur de 30 millions de réaux le nombre des convois qu'il enlève aux insurgés pendant les années 1809, 1810 et 1811.
Dans ses Mémoires, le général Léopold Hugo affirme qu'en 1810, ayant eu vent d'un risque d'attentat contre l'empereur Napoléon Ier entre Mondragón et Bergara au moment où une rumeur annonce son retour en Espagne, il charge son frère Louis-Joseph de se rendre au-devant de Napoléon pour le mettre en garde. Il doit prendre cette initiative en l'absence du roi Joseph alors en Andalousie, et du général Béliard qui est en Castille. Il les prévient tous deux par courrier. Selon Léopold, Louis, ne voyant personne sur la route des Pyrénées, pousse son voyage jusqu'à Paris et se rend aux Tuileries.
Léopold aurait été fait « comte Hugo de Cogolludo y Sigüenza » ou de Cifuentes[réf. à confirmer] par le roi Joseph durant la campagne d'Espagne. Toutefois, ce fait reste incertain.
Il prend Ávila le 15 janvier 1809, qu'il fortifie et qui sert de point d'appui au maréchal Soult. Il est nommé général de brigade le 20 août 1809. En 1810, il est nommé inspecteur général de l'armée, et créé commandeur de l'Ordre royal d'Espagne. Après avoir « pacifié » la province de Guadalajara, qu'il gouverne avec les villes d'Ávila et Ségovie, il obtient le titre de comte de Sigüenza, authentique titre espagnol, le 27 septembre. Alexandre Dumas dans ses mémoires rapporte que le colonel Hugo, aussitôt arrivé à Madrid fut fait général de brigade, gouverneur du cours du Tage, premier majordome et premier aide de camp du roi, grand d'Espagne, comte de Cogolludo et marquis de Cifuentès et de Siguença.
En 1812 il est nommé au commandement de la place de Madrid, et il commande l'arrière-garde lorsque, peu de temps après, les Français doivent évacuer cette ville. Dans cette retraite désastreuse, il sauve plusieurs milliers de Français, et peut-être le roi lui-même, en arrêtant les Anglais à la hauteur d'Alagria.

## Fin de vie

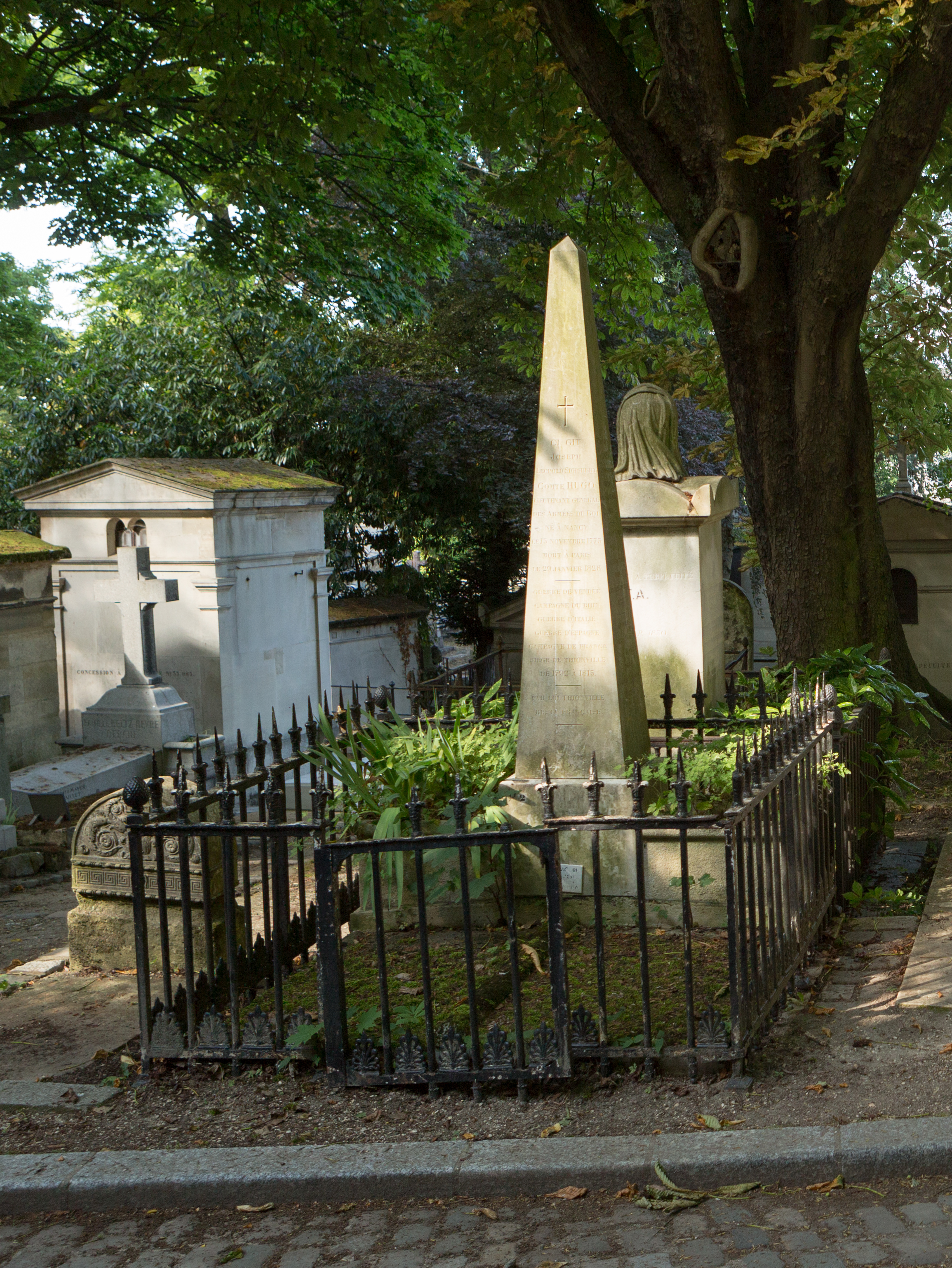
Tombe de Joseph Léopold Sigisbert, comte Hugo (cimetière du Père-Lachaise, division 27)

Après la retraite d'Espagne et la bataille de Vitoria le 21 juin 1813, il est rétrogradé par ordre de Napoléon comme tous les officiers. C'est avec le grade de major qu'il reçoit la charge de défendre Thionville le 9 janvier 1814. Il résiste quatre-vingt-dix-huit jours aux coalisés sans se rendre, avant de se rallier avec la garnison à Louis XVIII le 14 avril (Napoléon abdique le 11 avril). Demi-solde à partir de septembre 1814, il reçoit néanmoins la croix de Saint-Louis, puis il est fait officier de la Légion d'honneur le 14 février 1815. Le 31 mars 1815, il est à nouveau affecté à la défense de Thionville où, avec une faible garnison et des munitions insuffisantes, il soutient pendant 88 jours un blocus très serré auquel met fin la déchéance de Napoléon. Durant les Cent-Jours, c'est encore lui qui défend Thionville contre les Alliés qui voulaient la démanteler et en récupérer le matériel. Mis à la retraite par l'ordonnance de 1824, il se retire à Blois à l'actuel 65, rue du Foix. Le général Hugo meurt à Paris 10e (ancien), frappé d'une apoplexie foudroyante le 29 janvier 1828, à l'âge de 54 ans. Il laisse plusieurs enfants, notamment Victor Hugo. Il est inhumé au cimetière du Père-Lachaise (division 27).

## Reconnaissance
- Lors de l'attribution des noms Boulanger aux casernes, la caserne Saint-Jean, rue de Bregille à Besançon, a été rebaptisée caserne Hugo ; seul un bâtiment subsiste de nos jours.

Le nom du général Hugo n'a pas été retenu pour figurer sur l'Arc de triomphe, malgré les nombreuses interventions de son fils Victor auprès du ministère de la Guerre.

## Publications
Il s'occupe de plusieurs ouvrages qu'il publie sous le pseudonyme de Genti. On a de lui :
- Mémoires sur les moyens de suppléer à la traite des nègres par des individus libres, etc., Blois, 1818 ;
- Journal historique du blocus de Thionville en 1815, et des sièges de cette ville, Sierck et Rodemack en 1815, Blois 1819 ;
- Mémoires du général Hugo, Paris 1820.

Il publie également un ouvrage sur la Défense des convois, plusieurs fois réimprimé, ainsi que quelques autres écrits.

## Pour approfondir